# غراهام ميلر (لاعب دارت)
غراهام ميلر (بالإنجليزية: Graham Miller)‏ هو لاعب دارت بريطاني، ولد في 28 نوفمبر 1970 في إنجلترا في المملكة المتحدة.

## وصلات خارجية
- غراهام ميلر على موقع DartsDatabase.co.uk (الإنجليزية)